# Monabanq
 (novembre 2024).
Monabanq est une banque en ligne française créée le 2 octobre 2006, filiale de Cofidis Participation, propriété de Crédit Mutuel Alliance Fédérale. 
Elle propose aux particuliers une gamme complète de produits et de services bancaires et d’assurances (comptes bancaires, crédits, épargne et assurance-vie, assurances, bourse). Son service client est basé au siège, à Villeneuve d’Ascq, commune limitrophe de Lille (département du Nord). Première banque en ligne accessible sans condition de revenus, elle signe « Les gens avant l’argent » depuis 2015.

## Historique
Covefi, société établie en France, naît en 1987. Elle devient Banque Covefi en 1992, et développe peu à peu le concept de banque à distance. En 1997, elle ajoute le mot Banque à son logo avec le lancement du compte courant.

Le 2 octobre 2006, Banque Covefi devient Monabanq, se présentant comme « la banque nouvelle génération ». Elle lance, en 2011, une gamme de moyens de paiement pour les clients en difficulté, et en 2012, une gamme assurances et prévoyance. En 2014, elle devient la 1re banque en ligne à accepter l’ouverture d’un compte courant en ligne sans aucune condition de revenus. En août 2016, Monabanq déclare avoir 189 collaborateurs, 372 millions d'euros d'encours d'épargne brut et 30 millions d'euros de financements.
Depuis le 1er mars 2017, Monabanq est la première banque en ligne à proposer un dispositif adapté à ses clients et prospects touchés par une déficience auditive, ce service d’accès à Monabanq via la plateforme DEAFI ou l’application mobile Deafiline est gratuit. 

## Les produits
Du fait de son appartenance au groupe Crédit Mutuel / CIC , Monabanq permet à ses clients d'utiliser les guichets automatiques bancaires de ces deux banques pour des opérations de base (consultations, virements, éditions de RIB/IBAN , dépôts d'espèces et de chèques etc.). 
Monabanq propose une gamme complète de produits bancaires : 
- Comptes courants particulier / auto-entrepreneur
- Épargne réglementée : livret A, livret de développement durable
- Épargne non réglementée : livret épargne, livret Croissance, compte à terme fixe, compte à terme progressif
- Offre jeune : compte épargne jeune, livret jeune, compte chèque jeune
- Placement : assurance-vie, plan d'épargne en actions, compte-titres, OPC
- Assurances : Santé, Habitation, Auto, Décès, Perte d'emploi
- Crédits : Immobilier, Auto, Moto, Travaux, Crédit renouvelable.

## Prix et Distinctions
Monabanq a remporté plusieurs prix et distinctions :
- 2009 : Label d'excellence des Dossiers de l'Épargne pour "Monabanq Vie Premium"
- 2010 : Label d'excellence des Dossiers de l'Épargne pour le Crédit Auto
- 2011 : Label d'excellence des Dossiers de l'Épargne pour le Compte de dépôt Monabanq
- 2011 : Label d'excellence des Dossiers de l'Épargne pour le Livret d'Épargne Monabanq
- 2012 : Label d'excellence des Dossiers de l'Épargne pour le Livret d'Épargne Monabanq
- 2014 : Label d'Excellence Pack bancaire classique pour le Compte Tout Compris Premium
- 2019 : Trophée Qualiweb de la Meilleure Relation Client Online dans la catégorie Banque-Finance
- 2021 - 2022 : Best Workplaces (Great Place to Work)
- 2021 : Best Workplaces for women
- 2022 - 2023 : Top Bronze Assurance Vie
- 2022 - 2023 : Victoires d'Argent Assurance Vie
- depuis 2018 : Élue service client de l'année[6]